# Presto (album)
Presto – trzynasty studyjny album kanadyjskiej grupy rockowej Rush wydany w 1989 roku. Jest to pierwszy album wydany przez nową wytwórnię Atlantic Records, gdyż zespół postanowił nie przedłużać swojego ówczesnego kontraktu z wytwórnią Mercury/PolyGram.
Początkowo producentem albumu miał być Peter Collins, który zajmował się poprzednimi dwoma albumami grupy Power Windows i Hold Your Fire, jednak odrzucił on ofertę z przyczyn osobistych. Producentem tego albumu został Rupert Hine.

## Lista utworów
1. "Show Don’t Tell" – 5:01
2. "Chain Lightning" – 4:33
3. "The Pass" – 4:52
4. "War Paint" – 5:24
5. "Scars" – 4:07
6. "Presto" – 5:45
7. "Superconductor" – 4:47
8. "Anagram (For Mongo)" – 4:00
9. "Red Tide" – 4:29
10. "Hand over Fist" – 4:11
11. "Available Light" – 5:03

## Twórcy
- Geddy Lee – gitara basowa, syntezator, śpiew
- Alex Lifeson – gitara, wokal wspierający
- Neil Peart – perkusja, instrumenty perkusyjne

dodatkowo
- Rupert Hine – dodatkowy keyboard

## Certyfikaty sprzedaży
| Kraj   | Organizacja | Sprzedaż                  |
| ------ | ----------- | ------------------------- |
| USA    | RIAA        | Złota płyta (500 000)     |
| Kanada | RIAA        | Platynowa płyta (100 000) |